# コーエー
株式会社コーエー（英: KOEI Co., Ltd.、登記上の商号: 株式会社光栄）は、かつて存在した日本のパソコンゲーム・開発ツールおよび家庭用ゲーム機のゲームソフト開発会社である。1978年創業。2010年に同業のテクモと合併し、コーエーテクモゲームスとなった。

## 概要
光栄・KOEIのブランド名で知られる。元々は染料および工業薬品の問屋であったが、1980年に創業者の襟川陽一がゲーム開発に興味を示し業種転換した。2009年4月にテクモと経営統合を行い、コーエーテクモホールディングスを設立、2010年4月にテクモを吸収合併しコーエーテクモゲームスに商号変更した。合併時に開発部門が（新）コーエー、（新）テクモに分離されたが、2011年4月に再統合された。
1983年4月に発売された『信長の野望』はその後シリーズ化され、同社の代表作となった。以後『三國志』シリーズなどを加え、「歴史シミュレーション」というジャンルを確立した。売り上げ不振でパソコンのゲーム市場から撤退するメーカーが多いなか、数少ない国産非アダルトPCゲームメーカーとして、25年以上にわたりPC向けに歴史シミュレーションゲームを提供し続けた。
1994年9月には世界初となる女性向け恋愛シミュレーションゲーム『アンジェリーク』を発売。そのほか3Dアクション『無双シリーズ』やMMORPGの開発も手がけた。

## 社名
会社設立の際に、業種にとらわれない社名を易学師に勧められ、「光り栄える会社に」という願いをこめて名づけられた。なおアルファベット表記は当初「KOEY」だったが、外国人には「コーイー」としか読めないという指摘を受け「KOEI」に改めた。

### 変遷
光栄マイコンシステム（KOEY）（設立〜1984年）→ 光栄（KOEI）（1984〜98年）→コーエー（koei）（1998年9月CI実施）。
CI実施後も、関連団体の科学技術融合振興財団(FOST)は2024年現在も光栄（KOEI）時代のロゴを流用しているほか、エルゴソフト(ERGO)も会社解散まで同様のロゴを使用していた。また、2023年設立の襟川教育財団（FOEE）も光栄（KOEI）時代のロゴを使用している。

### ロゴ
ゲーム開始画面などで現れるコーエーのロゴの特徴を示す。
初代
黒い画面に「KOEI」と赤い文字で記され、その下に菱形をモチーフとしたマークが添えられる。
2代目
初代同様の黒い画面だが、音楽とともに現れ一瞬光る。
3代目
CI導入後のロゴで、2代目までとは異なり白い背景に黒い文字で小さな丸が移動して「koei」となる。音楽も2代目と違ってライトなものになっている。

## 企業理念
「創造と貢献」

## 沿革
1978年7月25日、襟川陽一が前年倒産に陥った家業を継ぎ栃木県足利市に染料および工業薬品問屋「光栄」を創業。襟川27歳の時であった。その後、当時の学生ベンチャーで流行していたレコードレンタルなど異業種に進出。当時のアルバイト店員に後のスクウェア社長・鈴木尚がいる。
1980年10月26日、襟川は30歳の誕生日に妻・恵子からシャープ製パソコン・MZ-80Cをプレゼントされた。これがきっかけで、襟川はパソコンに没頭。社内に「光栄マイコンシステム」というソフト開発部門を設けて、同年12月よりパソコン販売および業務用特注ソフトの開発を開始。経営は専務である妻と二人三脚で行い、店舗は妻の実家の軒先を借りていた。
1981年10月、第1作『シミュレーションウォーゲーム 川中島の合戦』を発売（メディアはカセットテープ）し、染料だけの年商よりも3倍の年商を上げる。同時発売の『投資ゲーム』のほか、『地底探検』『コンバット』『ノルマンディー上陸作戦』の各作品が発売され、これら5作品はそのパッケージのデザインから「光栄の赤箱シリーズ」と呼ばれ人気を博した。またこの頃はビジネスソフトやアダルトゲーム（後にストロベリーポルノシリーズとして知られる）も手がけていた。
1983年3月30日、『信長の野望』を発売。大ヒット作となったことを機にソフト開発に専念することとし、1984年10月に本社を横浜市港北区日吉本町に移転した。この頃は自社開発以外に他社製ゲームの移植も受託しており、代表的な作品に『忍者くん 魔城の冒険』『フォーメーションZ』などがある。
1985年7月には『蒼き狼と白き牝鹿』が、同年12月には『三國志』が発売され、これら3作品を中心に「歴史シミュレーション」というジャンルを定着させた。
1988年4月より出版事業を開始、自社製ゲームのガイドブックを始め、小説やコミック、歴史や競馬などに関する雑学書籍などを発行している（2010年4月の再編で現在はコーエーテクモゲームスの出版部門となっている）。なお、2007年12月にライトノベル系文庫レーベル・GAMECITY文庫を創刊した。女性向けの作品が多い。
1994年9月、業界初の女性による女性ユーザーのための恋愛シミュレーションゲーム『アンジェリーク』を発売。以後他社でも同様の作品を制作するようになり、「女性向け恋愛シミュレーション」はジャンルとして確立した。
このようにシミュレーションゲームを中心に制作してきたが、1997年2月に対戦型格闘ゲーム『三國無双』を発売し新たなユーザー層を取り込んだ。逆に、2000年以降は日本の戦国時代・中国の三国時代以外を取り上げた歴史シミュレーション作品の発表が皆無となっている（2005年に『大航海時代Online』が発売されているが、同作はMMORPGである）。さらに、従来は1-2年おきに新作がリリースされてきた『信長の野望』『三國志』シリーズも、近年は発売間隔が長くなっている。
2008年9月4日に同業中堅のテクモと経営統合の協議を開始したと公表。同年11月18日に統合契約書を締結し、2009年4月1日に共同持株会社コーエーテクモホールディングスを設立。
2010年4月1日にコーエーを存続会社としてテクモを吸収合併し、コーエーテクモゲームスが発足。開発部門は（新）コーエー、（新）テクモに分離されたが、「更に柔軟かつ機動的な開発体制へと変えていく必要がある」として、2011年4月に再度吸収合併された。

### 年表
- 1978年 7月 - 足利市今福町に会社設立
- 1980年12月 - パソコンの販売および業務用特注ソフトの開発開始
- 1981年10月 - エンターテインメントソフトの企画・開発・販売開始、「川中島の合戦」「投資ゲーム」発売
- 1983年 3月 - 「信長の野望」発売
- 1983年10月 - 旺文社刊「パソコンゲームランキングブック」にて「ホイホイ」第1位受賞「信長の野望」個人採点部門第1位受賞
- 1983年11月 - PC-8801「ダンジョン」日本ソフトバンク発行 「WEEKLY SOFTBANK」にて8週連続第1位獲得
- 1984年10月 - 本社を横浜市港北区日吉本町に移転
- 1988年 1月 - 米国・カリフォルニア現地法人「KOEI Corporation」設立
- 1988年 3月 - 「三國志」、月刊ログインBHS大賞（読者が選ぶ年間TOP20）第1位受賞ファミコンソフト発売
- 1988年 4月 - 出版事業開始
- 1988年 7月 - KOEI Corporation. IBM-PC「Nobunaga's Ambition」「Romance of the Three Kingdoms」全米発売
- 1988年 9月 - ビジネス・システム事業開始、音楽事業開始
- 1988年12月 - 「信長の野望・全国版」、日本ソフトバンク年間売れ筋総合ランキング第1位受賞 TOP
- 1989年 7月 - アメリカにて「Romance of the Three Kingdoms」がStrategy Game of the Year受賞。「Nobunaga's Ambition」がBest Strategy Game of the Year受賞
- 1989年 8月 - 中国・天津現地法人「天津光栄軟件有限公司」設立
- 1989年10月 - 子会社　株式会社　コーエーミュージック設立
- 1990年 4月 - 「信長の野望・戦国群雄伝」、月刊ログインBHS大賞／その他各賞多数受賞
- 1990年 9月 - KOEI CorporationがINFOGRAMES LTD.（フランス）と提携。ヨーロッパにおいて当社歴史 シミュレーションゲーム販売開始
- 1990年12月 - 「三國志II」、ソフトバンク（株）ソフトウェア・オブ・ザ・イヤー受賞
- 1991年 4月 - 「三國志II」、ログイン誌BHS大賞、MSXマガジン誌BHS大賞／その他各賞受賞
- 1991年 6月 - 本社ビル竣工、本社移転
- 1991年 9月 - 子会社 株式会社 コーエーアド設立 スーパーファミコンソフト発売
- 1991年10月 - 当社およびKOEI CorporationがAcer TWP Corp.（台湾）と提携。台湾において当社歴史シミュレーションゲーム販売開始
- 1991年11月 - （社）日本証券業協会に株式を店頭銘柄として登録
- 1992年 9月 - 中国・北京現地法人「北京光栄軟件有限公司」設立
- 1993年 3月 - 「三國志III」、日本ソフトウェア大賞ログイン賞、ポプコム大賞受賞
- 1993年 5月 - ワープロソフト事業を営む株式会社エルゴソフトの株式100％を取得
- 1993年12月 - 株式会社BISCO（韓国）と提携。韓国において当社歴史シミュレーションゲーム販売開始。
- 1994年 3月 - Macintosh対応ソフト発売、エデュテインメント作品「EMIT」発売
- 1994年11月 - 東京証券取引所市場第二部に株式を上場
- 1995年 3月 - Windows対応ソフト発売
- 1995年 4月 - セガサターンソフト発売、「EMIT」日本ソフトウェア大賞'94読売新聞社賞受賞
- 1995年 9月 - PlayStationソフト発売
- 1995年12月 - ベンチャーキャピタル業務を行う株式会社コーエーキャピタルを設立
- 1997年 2月 - 3D格闘ゲーム「三國無双」発売、新本社ビル竣工、本社を現住所に移転
- 1998年 1月 - ソフトウェアの流通を行う株式会社コーエーネットを設立
- 1998年 9月 - CIの実施により社名表記、ロゴマークを変更
- 1998年10月 - ネットワークゲーム「信長の野望Internet」発売
- 1999年 2月 - 「信長の野望Internet」、Digital Contents of the Year '98 The AMD Grand Prize～郵政大臣賞～その他各賞受賞
- 1999年 9月 - 「信長の野望」シリーズ、日経BP社主催「第12回140万読者が選ぶパソコン・ベスト・ソフト／ゲームソフト部門」受賞
- 2000年 1月 - 韓国・ソウル現地法人「KOEI KOREA Corporation」設立
- 2000年 3月 - 東京証券取引所市場第一部に株式を上場、PlayStation 2ソフト「決戦」発売
- 2000年 9月 - 「信長の野望」シリーズ、日経BP社主催「第13回190万読者が選ぶパソコン・ベスト・ソフト／ゲームソフト部門」受賞
- 2000年11月 - 台湾・台北現地法人「台湾光栄総合資訊股份有限公司」設立
- 2001年 2月 - 「アプサラス」、AMD Award Best Writer賞受賞
- 2001年 4月 - iモード対応ソフト「信長の野望」サービス開始、新感覚音楽ゲーム「ギタルマン」発売
- 2001年 6月 - カナダ・トロント現地法人「KOEI CANADA Inc.」設立
- 2001年 9月 - 「信長の野望」シリーズ、日経BP社主催「第14回190万読者が選ぶパソコン・ベスト・ソフト／ゲームソフト部門」受賞
- 2001年12月 - 「信長の野望・嵐世記」、毎日コミュニケーションズ発行「CD-ROM Fan」にて「読者が選ぶCD-ROM Fan of the Year 2001」グランプリを受賞
- 2002年 1月 - PlayStation 2ソフト「真・三國無双2」日米合計100万本出荷を達成、北米版「KESSEN II」、Strategy Game of the Year受賞（「IGN.com」「GAMERWEB.com」「PSE2」それぞれより）
- 2002年 6月 - 「PlayStation Awards 2002」にて「真・三國無双2」がGOLD PRIZEを受賞
- 2002年 8月 - イギリス・ロンドン現地法人「KOEI Ltd.」設立
- 2002年10月 - 「信長の野望」シリーズ、日経BP社主催「第15回130万人が選ぶパソコン・ベスト・ソフト」のエンターテインメント部門で4年連続第1位を獲得。「真・三國無双2」が「第6回CESA GAME AWARDS」において「GAME AWARDS YEAR 2001-2002優秀賞」を受賞
- 2003年 3月 - PlayStation 2ソフト「真・三國無双3」国内100万本出荷を達成
- 2003年 7月 - 「PlayStation Awards 2003」にて「真・三國無双」シリーズ3作品が同時受賞。「真・三國無双2」PLATINUM PRIZE 「真・三國無双3」PLATINUM PRIZE 「真・三國無双2 猛将伝」GOLD PRIZE
- 2003年10月 - リトアニア・ヴィリニュス現地法人「UAB KOEI Baltija」設立
- 2004年 1月 - 「真・三國無双3」が「第7回CESA GAME AWARDS」において「GAME AWARDS YEAR 2002-2003優秀賞」を受賞
- 2004年 3月 - PlayStation 2ソフト「戦国無双」国内100万本出荷を達成
- 2004年 7月 - 「PlayStation Awards 2004」にて「無双」シリーズ2作品が同時受賞、「戦国無双」PLATINUM PRIZE 「真・三國無双3 猛将伝」GOLD PRIZE
- 2004年 8月 - シンガポール現地法人「KOEI ENTERTAINMENT SINGAPORE Pte. Ltd.」設立
- 2004年10月 - 「戦国無双」が「第8回CESA GAME AWARDS」において「GAME AWARDS YEAR 2003-2004優秀賞」を受賞
- 2005年 7月 - 「読者が選ぶ角川グループ広告大賞2005」「電撃プレイステーション部門」にて「真・三國無双4」が大賞を受賞
- 2005年 7月 - 「PlayStation Awards 2005」にて「真・三國無双」シリーズ2作品が同時受賞（「真・三國無双4」PLATINUM PRIZE、「真・三國無双（PSP）」SPECIAL PRIZE）
- 2005年10月 - 「真・三國無双4」、「遙かなる時空の中で3」が「第9回CESA GAME AWARDS」において「GAME AWARDS YEAR 2004-2005優秀賞」を受賞
- 2006年 6月 - 「真・三國無双4 Empires」が「読者が選ぶ角川グループ広告大賞2006」「週刊ファミ通部門」にて金賞を受賞
- 2006年 7月 - 「戦国無双2」が「PlayStation Awards 2006」にてGOLD PRIZEを受賞
- 2006年10月 - 財団法人日本産業デザイン振興会主催「2006年グッドデザイン賞」の商品デザイン部門において、「egword Universal」「egbridge Universal」の両製品ともにグッドデザイン賞を受賞
- 2007年 5月 - コーエージェミニ（新社屋）竣工
- 2007年 7月 - 「PlayStation Awards 2007」において2作品が同時受賞。「無双OROCHI」GOLD PRIZE 「ガンダム無双」SPECIAL PRIZE
- 2007年10月 - 「無双OROCHI」が「読者が選ぶKADOKAWA広告大賞2007」「週刊ファミ通部門」にて大賞を受賞
- 2007年11月 - 「しゃべる！DSお料理ナビ　まるごと帝国ホテル～最高峰の料理長が教える家庭料理～」が「第47回 消費者のためになった広告コンクール」で 「新聞広告」部門・銀賞を受賞
- 2008年4月 - 「ガンダム無双」が「ファミ通アワード2007」優秀賞を受賞
- 2008年6月 - コーエーレオ（新社屋：京都ビル）竣工
- 2008年8月 - 株式会社コーエーネットを完全子会社化
- 2009年4月1日 - テクモ株式会社と経営統合を行い、コーエーテクモホールディングス株式会社を設立。
- 2010年3月15日 - （新）株式会社コーエー設立（こちらは登記上の商号も「株式会社コーエー」）。
- 2010年4月1日 - 当社を存続会社としてテクモ株式会社を吸収合併し、株式会社コーエーテクモゲームスに商号変更。同時に開発機能を（新）株式会社コーエーに分離。
- 2011年4月1日 - 開発部門の効率化を図る為にコーエーテクモゲームスに統合され、開発機能としてのコーエーは消滅した。

出典：

## 製品の特徴
価格
『信長の野望』『三國志』シリーズをはじめとして、全般的に製品価格が他社よりも高価だった。これは、情報収集料のためと説明されている。他方で、大容量のデータを使ってるためであるという説もあったが、実際には他社との交渉役を担っていた襟川恵子が「主人が精魂込めて作ったものを安売りしたくない」「自信のある商品を売り出す時に遠慮はいらない」と強く主張したことによる。Windows 95移行後は旧作の廉価販売も行っている。
サウンドウェア
『信長の野望・戦国群雄伝』（1988年12月発売）からしばらくの間、「with サウンドウェア」と称して、ゲーム音楽をアレンジしたオーディオCDが付属する限定版が販売された。PC版「with サウンドウェア」バージョンは、通常版よりも2週間程度先行して発売されていた。
サウンドウェアのCDはレコード店で単体販売もされていたが、PCのサウンド機能向上とともに媒体がCD-ROMへ移行し、BGMがCD-DAで収められるようになると単体販売は行われなくなった。またゲームの大容量化に伴い、BGMの収録形式もCD-DAからWMA形式や独自形式に移行していった。
パワーアップキット
90年代後半から、「パワーアップキット」という既リリースソフトの機能強化ソフトウェアが販売されている。これはデータ編集や拡張、コンピュータの思考ロジック改善等を可能にするもので、単体販売のほか本体（元のソフト）とキットのパッケージ販売（「with パワーアップキット」）が行われているが高価であるため不満も多い。
海賊版対策
2004〜05年の間（『ウイニングポスト7』から『真・三國無双3ハイパー』まで）、海賊版対策としてネットワーク認証システムをパソコンゲームソフトに導入した。しかしインターネット常時接続環境が要求され、『信長の野望・革新』以降は廃止された（なお、『信長の野望・革新』ではプレーヤーのクリアデータの集計・分析などを行う「NetJoy」システムが導入された）。
海賊版及び中古品への対策から、各ソフトごとにシリアルナンバー・ユーザー登録を済ませていない場合、一般的なソフトメーカーのサービスの一環であるアップデートプログラム（バグ修正パッチ等）のダウンロードは行えない。
キャラクターボイス
出演声優は青二プロダクション所属の声優が比較的多い。『金色のコルダ』のアニメでは青二プロが音響製作を担当した。

## ユーザー層
ほぼシミュレーションゲームの専業メーカーだった頃は、いわゆるヘビーユーザーがメインの購入者層と言えた。その後、女性向け恋愛シミュレーションゲーム・ネオロマンスシリーズや、アクションゲーム『真・三國無双』シリーズなどにより新しいユーザー層を獲得した。
さらに近年はガンダムシリーズや『北斗の拳』、『ONE PIECE』などの人気アニメを題材にした「無双シリーズ」を相次いで発売し、ライトユーザー層が大幅に増加している。

## GAMECITY
コーエーが運営するゲーム情報ウェブサイト。オンラインユーザー登録、コーエーファンクラブ入会、オンラインショッピング、オンラインゲームのアカウント作成などにはGAMECITY市民登録（無料）が必要となる。

## 不祥事・問題
- 2005年に社内関係者が社内LANからMMOゲーム評価サイトに接続して投票するという不正行為をしたことが発覚し問題となり、公式サイトに謝罪文が掲載された。
- 2009年12月、『大航海時代Online』の拡張パックである『El Oriente』のオープニングムービーにおいて、日本海の位置に「朝鮮海」と読み取れる単語が記載された古地図が採用されたことについて、公式BBSに抗議が多数寄せられるなどの問題となった。

## 関連会社
- 株式会社コーエーテクモホールディングス
- テクモ株式会社
- 株式会社コーエーネット
- 株式会社コーエーキャピタル
- 株式会社コーエーリブ
- 株式会社コーエーミュージック
- 株式会社コーエーアド
- 株式会社エルゴソフト
- KOEI Corporation（アメリカ・カリフォルニア州）
- KOEI CANADA Inc.（カナダ・トロント）
- KOEI Ltd.（イギリス）
- KOEI KOREA Corporation（韓国・ソウル）
- KOEI ENTERTAINMENT SINGAPORE Pte. Ltd.（シンガポール）
- UAB KOEI Baltija（リトアニア・ヴィリニュス）
- 台湾光栄綜合資訊股份有限公司（台湾・台北）
- 天津光栄軟件有限公司（中国・天津）
- 北京光栄軟件有限公司（中国・北京）
- 株式会社光優（同社の筆頭株主で、オーナー企業でもある）

なお、旧コーエークレジット（旧幸福銀行グループ、現新生フィナンシャル）との間に資本・人的関係はなかった。

## 作品一覧

### 歴史シミュレーション
- シミュレーションウォーゲーム 川中島の合戦
  - オリジナルは日立製作所製パソコン・ベーシックマスターレベル3用。32KB程度の非常に小さな作品であった[21]。
- 信長の野望シリーズ
- 三國志シリーズ
- 蒼き狼と白き牝鹿シリーズ
  - 上記3シリーズは「歴史三部作」と総称された時期があったが、蒼き狼と白き牝鹿シリーズは1998年以降続編が製作されておらず、以後「歴史三部作」の呼称も用いられなくなっている。
- 水滸伝・天命の誓い
  - 水滸伝・天導一〇八星
- ランペルール
- 項劉記
- 源平合戦
- 独立戦争 Liberty or Death

### WWIIゲーム
- 提督の決断シリーズ
- ヨーロッパ戦線

### 第二次世界大戦
- コンバット
- Das Boot
- ノルマンディー上陸作戦
- シミュレーションパック:レストラン経営ゲーム・ルンガ沖夜戦
- アルデンヌの戦い

### 戦略シミュレーション
- 決戦シリーズ
- 三國志戦記シリーズ
- 凱歌の号砲 エアランドフォース（開発元：Cyc）
- SFシミュレーションゲーム 銀河戦略
- GOTHA イスマイリア戦役
- GOTHA II 天空の騎士
- 北海道戦争
- ダスブート
- ホイホイ

### RÉKOEITION（リコエイション）
- 維新の嵐シリーズ
- 大航海時代シリーズ
- 伊忍道 打倒信長
- 太閤立志伝シリーズ
- 神々の大地 古事記外伝
- プロジェネター
- ゼルドナーシルト

### 英傑伝シリーズ
元はリコエイションゲームとして発売されたが、後に独立シリーズ化。
- 三國志英傑伝
  - 三國志孔明伝
  - 三國志曹操伝
- 毛利元就 誓いの三矢
- 織田信長伝

### 恋愛シミュレーション
- ネオロマンスシリーズ（女性向け）
  - アンジェリークシリーズ
  - 遙かなる時空の中でシリーズ
  - 金色のコルダシリーズ
- 約束の絆（男性向け）

### 競馬シミュレーション
- ウイニングポストシリーズ
- ジーワンジョッキーシリーズ
- ホースブレイカー

### ビジネスシミュレーション
- シミュレーションゲーム 投資ゲーム
- トップマネジメント
- リーディングカンパニー
- エアーマネジメントシリーズ
- ザッツキューティ（That's QT）

### アーティスト人生シミュレーション
- ライフ・イズ・ミュージック
- バンドくん

### イマジネーションゲーム
- ロイヤルブラッド
- ロイヤルブラッドII 〜ディナール王国年代記〜
- ケルトの聖戦

### RPG
- マジカル封神
- ジルオール
- トリニティ ジルオール ゼロ（アクションRPG）
- オプーナ
- ダンジョン
- タイムエンパイア
- もんすたあ★レース
- 地底探検
- ドラゴンアンドプリンセス
- クフ王の秘密
- 剣と魔法
- アクシオム
- メタモード

### シミュレーションRPG
- 西遊記（開発元：福気）
- 封神演義（開発元：福気）
- ゼルドナーシルト

### レースアクションRPG
- モンスター☆レーサー

### アドベンチャー
- コリドール
- サンセット・イン・ラディック
- アドベンチャーパック：コンピュータジャック・山手線アドベンチャー
- 七つの秘館（パッケージには謎ベンチャーゲームと表記）
  - 七つの秘館 戦慄の微笑
- ルイン
  - 発売中止。『ゲームセンターCX』のインタビューで、シブサワ・コウは企画内容が豊富すぎたため没になったと説明している。

### アクションゲーム
- 無双シリーズ
  - TROY無双
  - 三國無双
  - 真・三國無双シリーズ
  - 戦国無双シリーズ
  - ガンダム無双（バンダイナムコエンターテインメントと共同開発）
  - 無双OROCHIシリーズ
  - 北斗無双
  - ワンピース 海賊無双
- バトル封神
- 鋼鉄の咆哮シリーズ（自社制作だが開発元：マイクロキャビン）
- 紅の海（英語版）シリーズ
- BLADESTORM 百年戦争
- 魂の門 ダンテ-神曲
- クリス 愛の旅立ち
- デストレーガ
- 空中戦
- CONSTRUCTION
- JAILUS
- クリス愛の旅立ち
- クッキンカレー
- ローリングペーパーズ
- WIN BACK

### スポーツ
- ゴルフ大会
- セ・パ2001（平成13年12月）[22][23][24]
- ペナントレース

### テーブルゲーム
- 麻雀大会シリーズ
- 雀・三國無双

- たのしい麻雀
- 迷路脱出
- Platina Pack5
  - 山くずし、チェッカー、ゴルフ、ディグ・ダウン、ニム
- Silver Pack2
  - イーブン、ACYデューシー、クラッシュ、さいころ賭博、フィンガーショック、モグラたたき、テニス、スターキャッチャー、スネーククネクネ、スタートレック、リバーシ
- Golden Pack2
  - 2次元迷路、15ゲーム、恋うらない、センチピード、藤原京エイリアン、ザ・フリズナ、ハノイの塔、ビット&ブロー、ミグ25、ラビットハンター、ルーレット
- Bronz Pack6
  - アレンジボール、国盗りゲーム、三次元迷路、スペースチェスダサク、バトルオブタンク
- 連珠
- コンストラクション コンステト
- 60コイコイ

### オンラインゲーム
- アプサラス
- 信長の野望Online
- 大航海時代Online
- 真・三國無双Online
- 三國志Online
- 三國志Battlefield
- 信長の野望Internet
- 三國志Internet

### 携帯向けソーシャルゲーム
- 100万人の戦国無双
- 100万人の信長の野望
- のぶニャがの野望
- 100万人の金色のコルダ
- ラブラブ♥天使様 ～アンジェリーク～
- 100万人の超WORLDサッカー!
- 100万人のウイニングポスト
- 100万人のモンスターファーム
- 100万人の三國志
- 100万人の真・三國無双
- 100万人の大航海時代

### アダルト
- ナイトライフ
- ストロベリーポルノシリーズ
  - 団地妻の誘惑
  - オランダ妻は電気ウナギの夢を見るか?
- マイ・ロリータ

### その他
- N88ベーシックコンパイラ
- いろは
- 商売繁盛
- スーパードッグワールド
- ヴァーチャパーク the フィッシュ
- デルフォイの神託
- EMIT
  - vol.1「時の迷子」
  - vol.2「命がけの旅」
  - vol.3「私にさよならを」

英語学習ノベルソフト。1995年に日本ソフトウェア大賞の読売新聞社賞を受賞。タイトルは「TIME」の綴りをひっくり返したもの。
スタッフは、シナリオ原案：赤川次郎、作画：いのまたむつみ、音楽：小室哲哉、主題歌：篠原涼子、ヒロイン役声優（日本語部分）：林原めぐみほか。
対応機種はFM TOWNS、PC、PlayStation、セガサターン、スーパーファミコン（SFC）、3DO。CD-ROMドライブを持たないSFC版は別に対応した赤外線リモコン付きオーディオCDプレイヤーを用意し、付属の「ボイサーくん」を用いてSFCから音声出力を制御させる必要があった。
- ボイサーくん - SFC用サウンドウェア制御アダプタ
- ダークハンター
- HOIHOI（ゲームボーイ版はパズルゲーム）
- セガサターン　ワープロセット - セガサターン用EGWORDと、キヤノン製カラーバブルジェットプリンタBJC-210Jのセット。セガサターンを日本語ワープロとして使用できる。
- パソ碁 - 1996年に発売したカートリッジ交換式の囲碁専用携帯ゲーム機[25]。

## 出版
- シブサワ・コウシリーズ（PC版ゲームのハンドブック（攻略法のみならず、歴史背景等を知るための読み物等も収録している））
- シブサワ・コウ攻略シリーズ（FC版ゲームの攻略本）
- 光栄ゲーム用語事典（1989年12月発行。『信長の野望・全国版』『信長の野望・戦国群雄伝』『三國志』『蒼き狼と白き牝鹿・ジンギスカン』『水滸伝・天命の誓い』『維新の嵐』『麻雀大会』の7作品の全用語・データと、その他のゲーム・会社関連の用語解説を収録）
- 歴史人物笑史（シブサワ・コウ編、光栄出版部。1991年〜1998年。『爆笑三国志1〜6』『爆笑信長の野望1〜3』『爆笑クイズ三国志1〜4』『爆笑忍者伝』『爆笑剣豪伝』『爆笑ギリシア神話1〜3』『爆笑水滸伝1〜3』『爆笑新選組』『爆笑花の元禄』『爆笑西遊記』『爆笑アーサー王』『爆笑日本神話』『爆笑史記列伝1〜2』『爆笑平安京』『爆笑中国怪異伝』『爆笑アラビアンナイト』『爆笑平家物語』『爆笑グリム童話』『爆笑封神演義1〜3』『爆笑北欧神話』『爆笑フランス革命』『爆笑インド神話』『爆笑エジプト神話』『爆笑ケルト神話』『爆笑ヴァンパイア』『爆笑八犬伝』『爆笑封神演義人物事典』『爆笑幕末維新』『爆笑三国志人物事典』）
- 電楽（1991年刊行のパソコン雑誌。半年足らずで廃刊）
- 光栄ゲームパラダイス（1993年3月〜94年12月に刊行していた光栄ゲームファン情報・投稿誌。Vol.1.0〜Vol.10まで刊行。当初は季刊、後に隔月刊）
  - 歴史パラダイス（1995年2月〜96年4月に刊行していた歴史ファン情報・投稿誌。『光栄ゲームパラダイス』の後継誌。全8巻刊行。隔月刊）
  - 月刊Da Gama（1996年8月〜1997年7月に刊行していた歴史ファン情報・投稿誌。『歴史パラダイス』の後継誌。1996年9月号〜1997年8月号まで刊行）
  - 歴史ファンワールド（1997年12月〜99年3月に刊行していた歴史ファン情報・投稿誌。『月刊Da Gama』の後継誌。全6巻刊行。季刊）
- GAMECITY文庫（2007年12月〜2009年3月に刊行していたライトノベル系文庫レーベル）